# 山本和範
山本 和範（やまもと かずのり、1957年10月18日 - ）は、福岡県小倉市（現：北九州市小倉北区）出身の元プロ野球選手（外野手）。1994年シーズン後半戦から1995年シーズンまでの登録名はカズ山本。現在も福岡県在住。
現在は吉本興業スポーツ部に所属し、カズ山本の芸名でタレント活動する傍ら、社会人野球クラブチームの福岡オーシャンズ9の監督を務めるなど多方面で活躍している。

## 経歴

### プロ入り前
北九州市立戸畑商業高等学校（現：北九州市立高等学校）を経て、1976年ドラフト5位で近鉄バファローズに投手として入団。背番号は47。入団年度が通常の高卒選手に比べ1年遅れているのは高校1年の際に単位が足らず留年した事が原因である。

### 第1次近鉄時代
入団直後に外野手へ転向。入団4年目にキャンプから好調でオープン戦で打撃ベスト5入り、開幕戦となった南海戦ではスタメン出場を果たしたが3三振で終わった。その後16打数凡退で5月10日の西武戦で松沼雅之からプロ入り初本塁打を放った。二軍では3年連続で打率3割を記録するが、初本塁打以降は一軍では結果を残せず、1982年に戦力外通告を受けた。

### 南海・ダイエー時代
引退して福岡への帰郷を決意していたが、同僚（同期入団）だった久保康生に引き留められ大阪に残り、久保から紹介されたバッティングセンター（キンキクレスコ・池田バッティングセンター）でアルバイトをしながら練習していた時期に、当時南海ホークス監督の穴吹義雄から誘われて1983年、南海に入団。背番号は59。近鉄二軍時代、南海二軍監督だった穴吹はウエスタン・リーグで対戦する山本の実力を高く評価していて、他球団の選手にもかかわらずアドバイスを与えていた。そして、自身の南海二軍監督から一軍監督への異動と、山本の近鉄からの戦力外通告が重なり、山本の南海への入団につながった。
南海入団後は山本一義打撃コーチの指導で頭角を現し、練習のし過ぎで過労で倒れて入院するほどの努力が実り、後述の右耳の難聴を乗り越え、背番号29に変更した1984年に右翼手のレギュラーを獲得。7月14日のロッテ戦（川崎球場）では、元投手らしい自慢の強肩と正確な送球で、1950年の2リーグ制以降では日本記録タイとなる1試合3補殺を記録。1985年5月23日、古巣の近鉄バファローズ戦では、恩人・久保康生と対戦した際、恩に報いる先制2ランを放ち、その後の打席で満塁、ソロの3本塁打計7打点をマークし、チームの勝利に貢献した山本は、初めて130試合フル出場を果たした。1986年にはオールスターゲームに監督推薦で出場し、ゴールデングラブ賞を受賞。
その後、南海ホークス・福岡ダイエーホークスで門田博光、佐々木誠らと共に主力選手として活躍、類い稀な勝負強さを発揮した。南海がダイエーに身売りし、フランチャイズが大阪市（大阪スタヂアム）から福岡市（平和台野球場）へ移転した際、読売テレビの取材で「私自身大阪球場が最高の球場だと思っておりましたもので、非常に残念です」とコメントした。また、後に近鉄に復帰したにもかかわらず「最高の野球ファンはホークスファン」と公言していた。
1989年の福岡移転以降は、数少ない地元福岡県出身の選手ということもあり、チーム随一の人気選手であった。チームが下位に低迷していた1990年のオールスターゲーム (日本プロ野球)では本拠地で地元でもある平和台野球場開催にもチームから唯一監督推薦で出場を果たしている。1994年シーズン途中の5月中旬、長年その顔つきからドラキュラを略した「ドラ」と呼ばれていた自らのニックネームについて「学校で子どもがいじめられる」という理由で球団に登録名の変更を申請、約2か月後の7月25日の試合から登録名をカズ山本に変更し出場、『バントをしない2番打者』として打率でイチローに次ぐリーグ2位、かつキャリアハイの打率.317の成績を残し、同年末の契約更改で年俸が2億の大台に達する。
1995年、開幕早々左翼手としてプレー中に右肩を亜脱臼し、戦線離脱。ホークス移籍後最低となる年間僅か46試合の出場で、成績も打率.201、本塁打0に終わる。38歳という年齢や2億円を超えていた年俸が原因で、事実上の戦力外通告を受け、自由契約となる。

### 第2次近鉄時代
1996年に入団テストを受け、近鉄時代の先輩でもあった佐々木恭介監督は「あいつは若手の手本になる」として古巣・近鉄への移籍が決まった。背番号をホークス時代の29を逆にした92に変え、同時に「2億円もカズ山本も福岡に置いてきた。近鉄は古巣というよりルーキーの気持ちで頑張る。会社がいらないと言うまでやりたい」と登録名を本名に戻した。同年の西武ライオンズとの開幕第2戦に1-0で1点リードの8回に代打として古巣復帰後初出場を果たし、西口文也から見事に代打本塁打を放ち、華々しい移籍デビューを飾る。本塁生還した山本を最敬礼で迎えた佐々木監督は試合後に「実は采配ミスだった。それをあいつ（山本）は見事に帳消しにしてくれた」という言葉で絶賛した。
これを機に近鉄でも欠かせぬ存在となり、オールスターゲームでは、それまでは監督推薦での出場だったが、初めてファン投票で選出され、古巣の福岡ドームで藪恵壹から決勝ホームランを放つ。MVPとしてお立ち台に上がった山本は、インタビュアーの田久保尚英から「昨年までプレーしていた福岡ドームでのホームラン」について聞かれ「まさか打てると思ってもいませんでしたし、まぐれですよ」と語り、感涙にむせんだ。その後もDHや代打として、近鉄で出場を重ねた。
1999年シーズンは、シーズンを通して一軍へ昇格することなく、球団側は42歳の山本を自由契約にして引退を勧めたが、山本は現役続行を宣言。9月30日に一軍に昇格し、同日の福岡ドームでの対ダイエー戦に指名打者で先発出場。山本の近鉄退団を知っていた満員のダイエーファンから『山本コール』の大合唱が起こり、南海時代から使われている応援歌がダイエー応援団の集まるライトスタンドからも流れた。山本は最終打席で篠原貴行からカウント0ストライク3ボールで決勝ホームランを放つ。試合後、ダイエーの優勝セレモニーの前に、山本はファンの声援に応え場内を一周した。この光景を見て「これ以上の感動を与えるプレーは、無理だろう」と現役引退を決めた。2度にわたり所属球団から戦力外通告を受けながらも、通算成績1400安打、175本塁打、通算打率.283の成績を残した。

### 現役引退後
引退後は吉本興業に所属。大阪本社に所属しているが、福岡吉本のタレントらと活動することが多い。
なお、引退後は福岡県飯塚市・北九州市小倉北区のバッティングセンターで地元の子供たちを対象に毎月2回程度野球教室を行っている。プロ野球マスターズリーグの福岡ドンタクズにも『カズ山本』の登録名で参加しており、社会人野球クラブチームの福岡オーシャンズ9の監督も務めている。また、北九州市八幡西区にある児童館
「子どもの館HOW!?」の館長も務めている。

## 選手としての特徴

### 打撃
卓越したバットコントロールとパンチ力が武器の強打者。類い稀な勝負強さを誇り、常に3割前後の打率を残すなど安定感のある打者であった。門田博光の後を打つ五番打者のイメージが強いが、現役晩年の1994年には当時では珍しい攻撃的な二番打者として活躍。「恐怖の二番打者」または「バントをしない二番打者」というフレーズが有名となった。
選球眼が良く、1993年は出塁率で1位の辻発彦と2毛差で2位、1994年もイチローに次いで2位であった。

### 守備
1984年に右翼手で日本記録タイとなる1試合3補殺を記録するなど元投手らしく強肩で、正確な送球も大きな武器であった。

## 人物
- 生まれつき難聴だったが「相手の口の動きで覚えろって言われた」という[14]。
- 高校卒業前には巨人の入団テストに合格していたが、近鉄からドラフト指名を受けた。
- 明るい性格の持ち主[15]。
- 彼の長年の愛称は『ドラ』であるが、この『ドラ』の由来は梨田昌孝が「ドラキュラに顔が似ているから」と言って名付けた[16][14]。
- 子供が「お前の親父は何でドラって呼ばれてるんだ?」と聞かれ、『ドラキュラ』のドラだとは言えないことから、当時Jリーグで人気を得ていた三浦知良にならって『カズ山本』と登録名を変更した[14]。
- 近鉄入団当初、二軍を取り上げたドキュメント番組『若い広場』（NHK教育）に出演。この番組を見た女性から人生初のファンレターが届く。嬉しくなった彼は心をこめてこの女性に返事を書いた。この女性とは後に交際し、結婚。
- 投手として入団した1年目のキャンプで、当時近鉄のコーチであった仰木彬の部屋に忘れ物を届けに行ったところ、泥酔していた仰木から「ピッチャークビや」と、野手へのコンバートを告げられた[17]。
- 道具を後輩に持たせた事は一度もなかったという。これは「新人時代に先輩選手の用具を全て持たされ自分の時間がほとんどなくなった経験をしたからだ」とインタビューで述べている。
- 1990年代半ば、山本とイチロー（当時オリックス）が「バッティングセンターで育ったプロ野球選手」として業界団体から表彰されることとなったが山本は「ボクの方がバッティングセンターで育てられた」とこれを辞退。逆に業界団体側のプレゼンターとなった山本が、イチローへの表彰を行っている[18]。
- 1989年にホークスはダイエーが親会社となり、本拠地が大阪府から福岡県に移転すると、地元出身の山本は一躍スター選手となり、絶大な人気を誇った。山本は当時の人気ぶりを「アイドルで例えるならば、デビュー曲が売れなかったということでしょう。それが、南海“パイオニア”グループに入ったら売れるようになってきて、ダイエー“コロムビア”グループに入ったら飛ぶように売れてしまったということかな」と明るく振り返っている[18]。
- 漫画家の水島新司が縁戚だったこともあり、漫画『あぶさん』への登場回数が非常に多く、南海入団後は景浦安武の相棒的な存在だった藤原満が引退した後を継ぐ形で、近鉄再移籍まで準レギュラーとして出演していた。本人のパーソナルヒストリーも描かれたことがある（単行本第31巻 『一寸の虫にも』）。この作品での山本の決め台詞として「ガッチュ」[注 4]があり、この台詞はその後『ドカベンプロ野球編』でも登場時に用いられた。
- 非常に練習熱心である選手として知られているが、上述の「あぶさん」の中では、「一寸の虫にも」のタイトルで、南海入団直後に過度の練習により倒れたエピソードや、新婚旅行にもバットを持参、また、新監督としての初仕事として、池田の畠山ら、高校生5名をドラフト指名した後、岩田鉄五郎と会場を後にした穴吹に「給料は10円でも100円でもいいから自分を買ってくれ」と売り込むエピソードが描かれている。
- 1995年1月に発生した阪神・淡路大震災に際しては、個人として1,000万円の義援金を被災地へ送った。
- ファンサービスに非常に熱心であった。ナイター終了後の遅い時間にもかかわらず、球場外に出待ちしていた多くのファン全員に、サインや写真などの要望に丁寧に対応している姿が数多く目撃された。特に、ホークスの福岡移転後は、数少ない福岡県出身選手ということもあり、山本自らが率先しファンサービスを行い、福岡でのホークス人気を根付かせていこうと努力していたという。
- ダイエーのオーナーだった中内㓛のモットー「ねあか、のびのび、へこたれず」が胸に刻まれているという[14]。
- 創価学会の熱心な信者で、聖教新聞のスポーツ欄では小野和義や藤井康雄と並んで頻繁に取り上げられていた。

## 人間関係
現役時代、対戦したい投手として津田恒実の名を挙げていた。オールスターゲームの時に津田の方から会いに来て、その時が初対面にもかかわらず気さくに声をかけてくれたという。その2年後に津田の病気を知り、当時チームメイトで津田の親友だった森脇浩司と共に見舞いに行った。その後も山本は津田の病室に見舞いに行き、和ませて勇気付けたという。
津田は1993年7月20日に死去したが、偶然にもその日東京ドームで行われたオールスターゲーム第1戦で山本はホームランを放っている。また3年後の1996年7月20日に福岡ドームで行われたオールスターゲーム第1戦でも代打で決勝ホームランを放ち、その試合のMVPに輝いている。
漫画家の水島新司は遠戚にあたり、その関係で近鉄入団時に『一球さん』の色紙を贈られている。

## 詳細情報

### 年度別打撃成績
| 年 度      | 球 団         | 試 合 | 打 席 | 打 数 | 得 点 | 安 打 | 二 塁 打 | 三 塁 打 | 本 塁 打 | 塁 打 | 打 点 | 盗 塁 | 盗 塁 死 | 犠 打 | 犠 飛 | 四 球 | 敬 遠 | 死 球 | 三 振 | 併 殺 打 | 打 率 | 出 塁 率 | 長 打 率 | O P S |
| ---------- | ------------- | ----- | ----- | ----- | ----- | ----- | -------- | -------- | -------- | ----- | ----- | ----- | -------- | ----- | ----- | ----- | ----- | ----- | ----- | -------- | ----- | -------- | -------- | ----- |
| 1980       | 近鉄          | 24    | 23    | 17    | 8     | 2     | 0        | 0        | 1        | 5     | 2     | 1     | 0        | 0     | 0     | 4     | 0     | 2     | 7     | 0        | .118  | .348     | .294     | .642  |
| 1981       | 近鉄          | 23    | 28    | 21    | 4     | 4     | 1        | 0        | 0        | 5     | 3     | 0     | 0        | 0     | 0     | 4     | 0     | 3     | 3     | 2        | .190  | .393     | .238     | .631  |
| 1983       | 南海 ダイエー | 51    | 149   | 129   | 16    | 30    | 5        | 2        | 2        | 45    | 5     | 4     | 4        | 6     | 0     | 11    | 0     | 3     | 8     | 2        | .233  | .308     | .349     | .657  |
| 1984       | 南海 ダイエー | 115   | 363   | 317   | 59    | 97    | 14       | 3        | 16       | 165   | 58    | 15    | 4        | 3     | 2     | 31    | 2     | 10    | 33    | 3        | .306  | .383     | .521     | .904  |
| 1985       | 南海 ダイエー | 130   | 542   | 472   | 73    | 125   | 17       | 4        | 15       | 195   | 57    | 14    | 7        | 4     | 5     | 48    | 2     | 13    | 43    | 8        | .265  | .346     | .413     | .759  |
| 1986       | 南海 ダイエー | 129   | 507   | 446   | 73    | 131   | 26       | 4        | 19       | 222   | 57    | 7     | 7        | 4     | 2     | 51    | 2     | 4     | 84    | 5        | .294  | .370     | .498     | .868  |
| 1987       | 南海 ダイエー | 104   | 414   | 357   | 44    | 90    | 16       | 0        | 7        | 127   | 38    | 7     | 2        | 10    | 2     | 35    | 2     | 10    | 53    | 10       | .252  | .334     | .356     | .690  |
| 1988       | 南海 ダイエー | 113   | 381   | 327   | 47    | 105   | 20       | 5        | 21       | 198   | 62    | 10    | 7        | 8     | 4     | 39    | 2     | 3     | 45    | 6        | .321  | .394     | .606     | 1.000 |
| 1989       | 南海 ダイエー | 111   | 459   | 390   | 65    | 120   | 23       | 1        | 13       | 184   | 55    | 19    | 8        | 6     | 1     | 57    | 3     | 5     | 61    | 4        | .308  | .402     | .472     | .874  |
| 1990       | 南海 ダイエー | 70    | 276   | 224   | 35    | 68    | 20       | 0        | 6        | 106   | 25    | 4     | 1        | 3     | 5     | 43    | 5     | 1     | 31    | 5        | .304  | .410     | .473     | .883  |
| 1991       | 南海 ダイエー | 103   | 239   | 206   | 23    | 59    | 9        | 2        | 5        | 87    | 33    | 5     | 0        | 0     | 4     | 29    | 1     | 0     | 32    | 5        | .286  | .368     | .422     | .791  |
| 1992       | 南海 ダイエー | 130   | 543   | 475   | 58    | 126   | 22       | 1        | 18       | 204   | 65    | 3     | 4        | 0     | 5     | 57    | 0     | 6     | 67    | 10       | .265  | .348     | .429     | .778  |
| 1993       | 南海 ダイエー | 117   | 433   | 369   | 49    | 111   | 12       | 3        | 12       | 165   | 40    | 8     | 4        | 0     | 4     | 57    | 3     | 3     | 47    | 6        | .301  | .395     | .447     | .842  |
| 1994       | 南海 ダイエー | 115   | 509   | 420   | 64    | 133   | 21       | 2        | 11       | 191   | 62    | 3     | 2        | 1     | 5     | 77    | 4     | 6     | 60    | 11       | .317  | .425     | .455     | .880  |
| 1995       | 南海 ダイエー | 46    | 157   | 139   | 4     | 28    | 4        | 0        | 0        | 32    | 7     | 0     | 0        | 1     | 1     | 14    | 0     | 2     | 20    | 2        | .201  | .282     | .230     | .512  |
| 1996       | 近鉄          | 86    | 319   | 267   | 35    | 71    | 10       | 0        | 14       | 123   | 43    | 1     | 1        | 0     | 1     | 47    | 2     | 4     | 40    | 9        | .266  | .382     | .461     | .843  |
| 1997       | 近鉄          | 93    | 291   | 250   | 31    | 66    | 7        | 0        | 12       | 109   | 37    | 1     | 3        | 2     | 1     | 35    | 2     | 3     | 51    | 6        | .264  | .360     | .436     | .796  |
| 1998       | 近鉄          | 57    | 140   | 119   | 9     | 32    | 10       | 0        | 2        | 48    | 19    | 0     | 1        | 0     | 1     | 15    | 3     | 5     | 22    | 2        | .269  | .371     | .403     | .775  |
| 1999       | 近鉄          | 1     | 4     | 4     | 1     | 2     | 0        | 0        | 1        | 5     | 1     | 0     | 0        | 0     | 0     | 0     | 0     | 0     | 0     | 0        | .500  | .500     | 1.250    | 1.750 |
| 通算：19年 | 通算：19年    | 1618  | 5777  | 4949  | 698   | 1400  | 237      | 27       | 175      | 2216  | 669   | 102   | 55       | 48    | 43    | 654   | 33    | 83    | 707   | 96       | .283  | .373     | .448     | .821  |

- 各年度の太字はリーグ最高
- 南海（南海ホークス）は、1989年にダイエー（福岡ダイエーホークス）に球団名を変更

### 表彰
- ゴールデングラブ賞：1回 （外野手部門：1986年）
- 月間MVP：2回 （1984年7月 野手部門：1994年4月）
- オールスターゲームMVP：2回 （1986年 第1戦、1996年 第1戦）

### 記録
初記録
- 初出場・初先発出場：1980年4月5日、対南海ホークス前期1回戦（日生球場）、2番・右翼手として先発出場
- 初打点：1980年4月22日、対ロッテオリオンズ前期3回戦（川崎球場）、9回表に倉持明から押し出し四球
- 初安打・初本塁打：1980年5月10日、対西武ライオンズ前期6回戦（日生球場）、8回裏に松沼雅之からソロ
- 初盗塁：1980年5月14日、対南海ホークス前期9回戦（大阪スタヂアム）、7回表に二盗（投手：山内新一、捕手：黒田正宏）

節目の記録
- 100本塁打：1990年6月16日、対西武ライオンズ13回戦（西武ライオンズ球場）、1回表に渡辺久信からソロ ※史上160人目
- 1000試合出場：1992年5月8日、対オリックス・ブルーウェーブ7回戦（姫路球場）、5番・左翼手として先発出場 ※史上300人目
- 1000安打：1993年6月11日、対千葉ロッテマリーンズ9回戦（福岡ドーム）、6回裏に牛島和彦から適時二塁打 ※史上169人目
- 150本塁打：1996年4月21日、対福岡ダイエーホークス5回戦（藤井寺球場）、3回裏に武田一浩から右越ソロ ※史上103人目
- 1500試合出場：1997年5月27日、対千葉ロッテマリーンズ9回戦（大阪ドーム）、5番・指名打者として先発出場 ※史上118人目

その他の記録
- オールスターゲーム出場：5回 （1986年、1989年、1990年、1993年、1996年）

### 背番号
- 47 （1977年 - 1982年）
- 59 （1983年）
- 29 （1984年 - 1995年）
- 92 （1996年 - 1999年）

### 登録名
- 山本 和範 （やまもと かずのり、1977年 - 1994年途中、1996年 - 1999年）
- カズ山本 （かずやまもと、1994年途中 - 1995年）

## 関連情報

### 出演作品
- 岸和田少年野球団
- 難波金融伝・ミナミの帝王
- ご近所探偵TOMOE
- 新・京都迷宮案内スペシャル - 画家役
- 開運!なんでも鑑定団　2019年5月28日

テレビCM
- 日本テレコム - プーさんメール（池脇千鶴と共演）

VHSビデオ
- すばらしきわが人生 Part3（シナノ企画）

### 著書
- 『マイストーリー・マイウェイ - べった野球人生 カズ山本自伝』（デコイブックス）
- 『お父さんの言い分・オヤジの理論 - 正統派の「オジサン」で生きよう!』（オークラ出版）